# Ferdinand Georg Frobenius

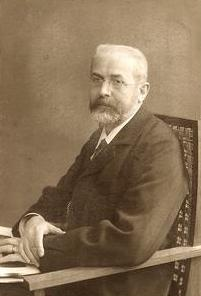
Ferdinand Georg Frobenius

Ferdinand Georg Frobenius, genannt Georg, (* 26. Oktober 1849 in Berlin; † 3. August 1917 in Charlottenburg, heute ein Ortsteil von Berlin) war ein deutscher Mathematiker.

## Leben
Georg Frobenius war Sohn des Lehrers Christian Ferdinand Frobenius und der Christiane Elisabeth Friedrich.
Er besuchte ab 1860 das Joachimsthalsche Gymnasium in Berlin-Charlottenburg und studierte 1867 zunächst ein Semester an der Georg-August-Universität Göttingen, dann an der Friedrich-Wilhelms-Universität Berlin und promovierte dort 1870 bei Karl Weierstraß und Ernst Eduard Kummer. Zunächst unterrichtete er am Berliner Sophiengymnasium. 1874 wurde er, ohne sich je habilitiert zu haben, an der Universität Berlin zum außerordentlichen Professor ernannt. Bereits ein Jahr später folgte er einem Ruf an das Eidgenössische Polytechnikum Zürich. 1892 kehrte er als Nachfolger des verstorbenen Leopold Kronecker an die Universität Berlin zurück. Dort setzte er hohe Maßstäbe für Prüfungen durch.
Zusammen mit Leopold Kronecker, Lazarus Immanuel Fuchs und Hermann Amandus Schwarz gehörte er zum engeren Kreis berühmter Berliner Mathematiker seiner Zeit.
Er war zudem Mitglied der Preußischen Akademie der Wissenschaften. Im Jahr 1889 wurde er zum Mitglied der Leopoldina gewählt.
Er heiratete am 19. April 1876 in Berlin Augusta Sophia Lehmann (* 28. Mai 1852 Berlin, Tochter des Schulvorstehers Martin Friedrich und der Maria Charlotta Dannenberg, † 29. März 1903 Berlin).

## Werk
Frobenius beschäftigte sich hauptsächlich mit der Theorie der Gruppen und ihrer Darstellungstheorie.
Verschiedene mathematische Begriffe sind nach ihm benannt, darunter:
- Frobeniusgruppe
- Frobeniushomomorphismus in der kommutativen Algebra
- Frobeniusmannigfaltigkeiten
- Frobeniusmatrix
- Frobeniusnorm
- Frobeniusnormalform für Endomorphismen endlich-dimensionaler Vektorräume
- Frobenius-Problem
- Frobeniusreziprozität
- Frobenius-Skalarprodukt
- Frobenius-Zahl
- Satz von Frobenius (Differentialtopologie)
- Satz von Frobenius (reelle Divisionsalgebren)

1878 bewies Frobenius den Satz von Cayley-Hamilton für Matrizen beliebiger Dimension. 1877 bewies er den Satz von Frobenius, dass es nur drei assoziative endlich-dimensionale Divisionsalgebren über den reellen Zahlen gibt, die reellen Zahlen selbst, die komplexen Zahlen und die Quaternionen. 1912 verallgemeinert Frobenius einen 1907 von Oskar Perron für positive Matrizen formulierten Satz auf nicht-negative Matrizen und zeigte, dass sie stets einen nicht-negativen Eigenvektor und eine nicht-negative charakteristische Wurzel besitzen, die von den anderen charakteristischen Wurzeln nicht übertroffen wird.